# 拉梅洛·鲍尔
拉梅洛·拉弗朗斯·鲍尔（英語：LaMelo LaFrance Ball，2001年8月22日—）是美国男子篮球运动员，现效力於NBA夏洛特黃蜂，於2020年NBA選秀於第3順位被選中，主打控球后卫。他是朗素·波爾与李安傑洛·鮑爾的弟弟，也是NBA潛力極高的新星。

## 早期生涯
拉梅洛的父母拉瓦尔·鲍尔和蒂娜·鲍尔都曾是大学篮球运动员。拉瓦尔·鲍尔身高1.98米，先后效力于华盛顿州和加州州立大学洛杉矶分校。蒂娜身高1.8米，效力于加州大学洛杉矶分校。其兄長為芝加哥公牛的主控朗佐·鮑爾，在他的童年拉梅洛打球的对手都要比他大几岁。他13岁的时候，身高1.7米。在一场和16岁、17岁球员的比赛中，他拿下29分。

## 高中生涯

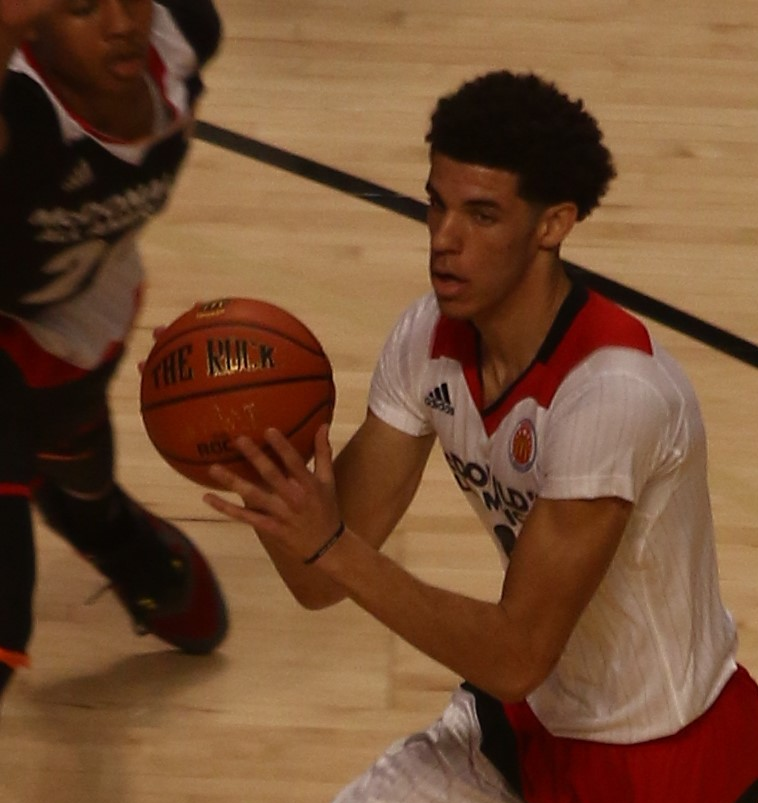
作为一名球队新人，拉梅洛效力于他哥哥朗佐带领的奇诺岗高中球队

拉梅洛身高2.01米，是一個相對高的控球後衛，臂展大。早在他的高中生涯時，他原本主要考慮當射手，然而目前他被認為是一個精通三分線外投球，同時在線内也有極佳的能力。拉梅洛經常嘗試三分球，這讓人們把它和柯瑞相比較。
2015年6月，拉梅洛进入加州奇诺岗市奇诺岗高中打球，跟随球队主教练史蒂夫·拜克学习。他的兄弟朗佐和利安杰洛，以及表弟安德烈·鲍尔都在这支名为“哈士奇队”的球队打球。
在6月16日对阵约翰·缪尔高中的比赛中，拉梅洛首次亮相就拿下27分和5个三分球。在6月27日和Centennial高中的比赛中拿到20分。在夏末新赛季，拉梅洛口头承诺大学将入读加州大学洛杉矶分校打球。他成为了三个兄弟中第三个这么做的。在11月30日以131-42的比分战胜球圣贝纳迪诺高中的比赛中，鲍尔拿下20分。2016年3月，奇诺冈打败塞拉峡谷高中，赢得了加州校际的联合会(CIF)南部部分开放部门锦标赛，拉梅洛17投11中，贡献26分。这个月晚些时候,哈士奇队成为全国排名最高的州冠军球队。3月27日，拉梅洛得到14分和5次助攻，帮助奇诺冈高中战胜赛尔高中。哈士奇队以35-0的完美记录结束了这一赛季。MaxPreps.com将拉梅洛和他的队友Onyeka Okongwu一同评为“年度最佳新人”。拉梅洛以场均16.4分和16.4次助攻的战绩，帮助球队赢得MaxPreps网全美男子篮球最佳新人阵容第一队。
拉梅洛高二时，奇诺岗高中失去顶级球员朗佐和教练史蒂夫。2016年11月30日，在对阵牧场基督教高中的比赛中，拉梅洛拿到 31分，而他的哥哥利安杰洛砍下72分。到了12月，拉梅洛场均为哈士奇队贡献超过30分。12月下旬，拉梅洛几秒内在半场中进球。媒体都作了广泛报道，包括从ESPN、CBS体育、体育画报。斯蒂芬·库里评论,说:“这是充足的自信。他做到了，我想知道他做过，而不是错过了。这很惊人，很难以置信。等他打电话给他的投篮贝比·鲁斯，像什么也没发生。”2017年1月10日，拉梅洛得到了全队最高的35分，奇诺岗高中获得了52连胜。拉梅洛在2月5日第一次输了他的高中比赛，橡树山学院终结了哈士奇队的60连胜记录。在他的下一次2月7日的比赛中，虽然利安杰洛因为脚踝受伤而缺席比赛，但他拿下92分，并以146 - 123的比分击败洛杉矶高中。 仅在第二节，拉梅洛就获得63分。在整个比赛中，他61投37中。这在加州高中篮球历史上市表现第二优秀的得分。拉梅洛用比赛来让大家关注对奇诺冈学生亚历克西斯安德森，他被诊断出患有一种罕见的心脏病。
| 姓名 | 家鄉                                                            | 高中       | 身高                 | 體重        | 承諾日 |
| --- | --------------------------------------------------------------- | ---------- | -------------------- | ----------- | ------ |
| 拉梅洛·鲍尔 PG | 加利福尼亚州奇诺岗                                              | SPIRE 學院 | 6英尺6英寸（1.98米） | 180磅（82） | —      |
| 拉梅洛·鲍尔 PG | 招募星级： Scout： N/A Rivals： 247Sports： ESPN： ESPN評分：93 |            |                      |             |        |
| 總體新秀排名： Rivals：— 247Sports：26 ESPN：21 |                                                                 |            |                      |             |        |
| - 附註：許多時候，Scout、Rivals、247Sports以及ESPN在身高體重的數據可能會不同 . - 在這種情況下選擇平均值，而ESPN grades滿分為100分。 來源： - . Rivals.com. [May 21, 2019]. |                                                                 |            |                      |             |        |

## 職業生涯

### 普列奈 (2018)
| 賽季    | 球隊     | GP | GS | MPG  | FG%  | 3P%  | FT%  | RPG | APG | SPG | BPG | PPG |
| ------- | -------- | -- | -- | ---- | ---- | ---- | ---- | --- | --- | --- | --- | --- |
| 2017–18 | BC普列奈 | 8  | 1  | 12.8 | .268 | .250 | .737 | 1.1 | 2.4 | .8  | .1  | 6.5 |

### 伊拉瓦拉老鷹 (2019–2020)
| 賽季    | 球隊         | GP | GS | MPG  | FG%  | 3P%  | FT%  | RPG | APG | SPG | BPG | PPG  |
| ------- | ------------ | -- | -- | ---- | ---- | ---- | ---- | --- | --- | --- | --- | ---- |
| 2019–20 | 伊拉瓦拉老鷹 | 12 | 12 | 31.2 | .377 | .250 | .723 | 7.4 | 6.8 | 1.7 | .2  | 17.0 |

### 夏洛特黃蜂 (2020–)
2020年NBA選秀，黃蜂隊以探花簽選中鮑爾。2021年1月9日，鮑爾本場表現出色，共獲得22分12籃板11助攻，不僅幫助球隊獲勝，更以19歲140天之齡，成為NBA史上最年輕締造大三元的球員（此紀錄後來被奧克拉荷馬雷霆隊後衛喬許·吉迪打破 )。